# Thomas Stewart (Sänger)
Thomas Stewart (* 29. Juli 1928 in San Saba, Texas, Vereinigte Staaten; † 24. September 2006 in Rockville, Maryland) war ein US-amerikanischer Opernsänger im Stimmfach Bassbariton.

## Leben
Stewart studierte an der Juilliard School in New York und begann als Konzertsänger. 1957 debütierte er an der Städtischen Oper in Berlin, wo er bis 1964 sang und seine akzentfreie Beherrschung und auffallend klare Aussprache des Deutschen erwarb. Bei den Bayreuther Festspielen sang Stewart von 1960 bis 1972. Bis in die 1990er Jahre galt er als einer der führenden Wagner-Bass-Baritone seiner Zeit. Auch wirkte er 1961 bei der Welturaufführung von Arnold Schönbergs unvollendetem Meisterwerk „Die Jakobsleiter“ mit. An der Wiener Staatsoper war Stewart von 1960 bis 1975 zu hören. An der San Francisco Opera sang er von 1960 bis 1991. An der New Yorker Metropolitan Opera war er von 1966 bis 1984 und nochmals von 1991 bis 1993 zu hören.
Thomas Stewart war mit der Sopranistin Evelyn Lear verheiratet.

## Musikalische Einordnung
Thomas Stewart war einer der besten Sänger der Übergangszeit zwischen der Generation Hans Hotters, George Londons und Ferdinand Frantz’ einerseits und jener von Willard White und John Tomlinson andererseits. Stewart, wie auch Dietrich Fischer-Dieskau, Theo Adam und Donald McIntyre – die anderen großen Sänger seines Stimmfachs seiner Generation – war ein Meister der klaren Artikulation und der gesanglichen Nuance.

## Diskografie (Auswahl)
- Mit Herbert von Karajan: Das Rheingold (als Wotan), Die Walküre (als Wotan), Siegfried (als Wanderer), Götterdämmerung (als Gunther)
- Mit Rafael Kubelík: Die Meistersinger von Nürnberg (als Hans Sachs), Lohengrin (als Telramund), 9. Sinfonie
- Mit Hans Knappertsbusch: Parsifal (als Amfortas)
- Mit Pierre Boulez: Parsifal (als Amfortas)
- Mit Karl Böhm: Der fliegende Holländer (als Der Holländer), Götterdämmerung (als Gunther), Elektra (als Orest)
- Mit Karl Richter: Samson (als Manoa), Ein deutsches Requiem
- Mit Heinrich Hollreiser: Jonny spielt auf (als Daniello)
- Mit Kurt Eichhorn: Iphigénie en Aulide (als Kalchas), Die Kluge (als Der König)